# Fo Sho
FO SHO — український хіп-хоп гурт, створений на початку 2019 року в Харкові. У складі — три сестри-афроукраїнки — Бетті, Сіона і Міріам Ендале.
Назва гурту перекладається як «точно» (сленговий варіант англ. for sure). SHO — український варіант скорочення англійського слова «sure».

## Історія

### Передумови
Співачки народилися і виросли в Україні. Їхні батьки приїхали з Ефіопії в 1980-х і після народження Бетті вирішили осісти в Харкові.
Бетті, старша із сестер, отримала медичну освіту, працювала стоматологом і паралельно намагалася займатися музикою. Молодші більш поглиблено займалися творчістю. Міріам з шести років навчалася грі на скрипці, а Сіона з п'яти років грала на фортепіано.
Бетті повністю інтегрувалася в музику лише в 2016 році. Вона звільнилася з клініки і переїхала до Києва. Відомо, що вона займалася розспівуванням з Наталею Могилевською та була бек-вокалісткою у Tayanna.

### Створення гурту
Проєкт «FO SHO» сестри створили в березні 2019 року.
Станом на початок 2020 року колектив живе на два міста — Київ і Харків. Бетті переїхала до столиці, Сіона навчається у харківському університеті, а Міріам цього року закінчила середню школу у Харкові. У планах дівчат найближчим часом повністю об'єднатися в Києві.

## Музика

### 2019
14 березня відбулась презентація проєкту, першою композицією гурту стала пісня «Catchy».
3 червня відбулася прем'єра дебютного кліпа гурту на пісню «XTRA». Режисером кліпу став Сергій Вейн (Serge Vane) — кліпмейкер, відомий своїми яскравими роботами для співачки Maruv (Drunk Groove, Focus On Me).
1 листопада гурт опублікував композицію «BLCK SQR» на своєму YouTube-каналі.

### 2020
Fo Sho виступили у другому півфіналі нацвідбору на міжнародний пісенний конкурс «Євробачення 2020», що відбувся 15 лютого. Гурт виконав свій трек «Blck Sqr».